# Moses Kigen
Moses Kigen (né le 22 avril 1973) est un athlète kényan, spécialiste du 1 500 m. 

## Biographie
Il remporte la médaille d'or du 1 500 mètres lors des championnats d'Afrique 1996, à Yaoundé au Cameroun, dans le temps de 3 min 39 s 78.

### Palmarès
| Date | Compétition            | Lieu    | Résultat | Épreuve | Performance   |
| ---- | ---------------------- | ------- | -------- | ------- | ------------- |
| 1996 | Championnats d'Afrique | Yaoundé | 1er      | 1 500 m | 3 min 39 s 78 |

### Records
| Épreuve | Performance   | Lieu  | Date               |
| ------- | ------------- | ----- | ------------------ |
| 1 500 m | 3 min 32 s 84 | Rieti | 1er septembre 1996 |